# A Rákospalotai EAC 2007–2008-as szezonja
A Rákospalotai EAC 2007–2008-as szezonja szócikk a Rákospalotai EAC első számú férfi labdarúgócsapatának egy szezonjáról szól.

## Mérkőzések
| Színmagyarázat | Színmagyarázat |
| -------------- | -------------- |
|                | Győzelem.      |
|                | Döntetlen.     |
|                | Vereség.       |

### Soproni Liga 2007–08

#### Őszi fordulók
| 1. forduló 2007. július 22. 18:00 |

| Rákospalotai EAC       | 0 – 3               | Budapest Honvéd                                   |
| ---------------------- | ------------------- | ------------------------------------------------- |
| Polonkai 41' Dinka 57' | (0 – 1) Jegyzőkönyv | Bárányos 39' Abraham 53' Pomper 59' Schindler 18' |

| Budai II László Stadion, Budapest Nézőszám: 1 500 Játékvezető: Fábián Mihály (magyar) |

| 2. forduló 2007. július 30. 18:00 |

| Rákospalotai EAC                                   | 2 – 0               | Vasas    |
| -------------------------------------------------- | ------------------- | -------- |
| Madar 44' Kőhalmi 79' Erős 29' Cseri 33' Torma 84′ | (1 – 0) Jegyzőkönyv | Tóth 57' |

| Budai II László Stadion, Budapest Nézőszám: 1 200 Játékvezető: Mészáros István (magyar) |

| 3. forduló 2007. augusztus 4. 17:30 |

| Nyíregyháza Spartacus                     | 2 – 0               | Rákospalotai EAC           |
| ----------------------------------------- | ------------------- | -------------------------- |
| Lippai 52' Bagoly 82' 67' Vukadinović 84' | (0 – 0) Jegyzőkönyv | Kapcsos 21' Polonkai 90+1' |

| Nyíregyháza Városi Stadion, Nyíregyháza Nézőszám: 4 000 Játékvezető: Iványi Zoltán (magyar) |

| 4. forduló 2007. augusztus 11. 17:00 |

| Rákospalotai EAC                                       | 3 – 2               | FC Tatabánya                               |
| ------------------------------------------------------ | ------------------- | ------------------------------------------ |
| Nyerges 9' 62' Torma 13' Horváth 45' Erős 53' Nagy 66' | (2 – 0) Jegyzőkönyv | Filó 60' Nógrádi 89' Dienes 90′ Ughy 90+3' |

| Budai II László Stadion, Budapest Nézőszám: 700 Játékvezető: Bede Ferenc (magyar) |

| 5. forduló 2007. augusztus 18. 17:30 |

| Győri ETO                                     | 2 – 1               | Rákospalotai EAC |
| --------------------------------------------- | ------------------- | ---------------- |
| Bajzát 62' Bogdanović 83' Bank 42' Völgyi 87' | (0 – 0) Jegyzőkönyv | Kapcsos 76'      |

| ETO Park, Győr Nézőszám: 3 000 Játékvezető: Bognár Tamás (magyar) |

| 6. forduló 2007. augusztus 25. 19:00 |

| FC Sopron                                       | 2 – 1               | Rákospalotai EAC                               |
| ----------------------------------------------- | ------------------- | ---------------------------------------------- |
| Belić 37' 85' Sira 17' Reinhardt 50' Pintér 52' | (1 – 0) Jegyzőkönyv | Torma 68' Kapcsos 49' Varga 90' Polonkai 90+3' |

| Káposztás utcai Stadion, Sopron Nézőszám: 3 000 Játékvezető: Szabó Zsolt (magyar) |

- A mérkőzést törölték és 3–0-val a Rákospalotai EAC-nek került jóváírásra.

| 7. forduló 2007. szeptember 1. 16:30 |

| Rákospalotai EAC                   | 0 – 2               | FC Fehérvár             |
| ---------------------------------- | ------------------- | ----------------------- |
| Horváth 37' Sallai 63' Kőhalmi 79' | (0 – 2) Jegyzőkönyv | Simek 22' 34' Sitku 77' |

| Budai II László Stadion, Budapest Nézőszám: 1 000 Játékvezető: Solymosi Péter (magyar) |

| 8. forduló 2007. szeptember 15. 16:30 |

| Paksi FC    | 0 – 2               | Rákospalotai EAC                           |
| ----------- | ------------------- | ------------------------------------------ |
| Salamon 29' | (0 – 2) Jegyzőkönyv | Torma 30' Nyerges 36' Horváth 56' Erős 61' |

| Fehérvári úti stadion, Paks Nézőszám: 1 500 Játékvezető: Iványi Zoltán (magyar) |

| 9. forduló 2007. szeptember 22. 16:00 |

| Rákospalotai EAC       | 1 – 1               | Újpest       |
| ---------------------- | ------------------- | ------------ |
| Polonkai 34' Cseri 57' | (1 – 0) Jegyzőkönyv | Do-Kweon 65' |

| Budai II László Stadion, Budapest Nézőszám: 3 000 Játékvezető: Arany Tamás (magyar) |

| 10. forduló 2007. szeptember 29. 18:00 |

| Diósgyőr               | 0 – 1               | Rákospalotai EAC                                    |
| ---------------------- | ------------------- | --------------------------------------------------- |
| Hegedűs 10' Farkas 60' | (0 – 0) Jegyzőkönyv | Nyerges 90' Rása 43' Horváth 50' Torma 81' Erős 82' |

| DVTK-stadion, Miskolc Nézőszám: 9 000 Játékvezető: Berger József (magyar) |

| 11. forduló 2007. október 6. 15:00 |

| Rákospalotai EAC | 0 – 4               | Debreceni VSC                                          |
| ---------------- | ------------------- | ------------------------------------------------------ |
| Kapcsos 16′, 48′ | (0 – 1) Jegyzőkönyv | Kiss 41' Kouemaha 49' Sándor 52' 62' Dzsudzsák 90' 47' |

| Budai II László Stadion, Budapest Nézőszám: 1 000 Játékvezető: Iványi Zoltán (magyar) |

| 12. forduló 2007. október 20. 18:00 |

| BFC Siófok | 1 – 0               | Rákospalotai EAC |
| ---------- | ------------------- | ---------------- |
| Kanta 78'  | (0 – 0) Jegyzőkönyv |                  |

| Révész Géza utcai stadion, Siófok Nézőszám: 1 200 Játékvezető: Sulyok Gergely (magyar) |

| 13. forduló 2007. november 3. 13:30 |

| Rákospalotai EAC               | 1 – 2               | Zalaegerszegi TE                         |
| ------------------------------ | ------------------- | ---------------------------------------- |
| Pusztai 8' Rása 26' Kovács 76' | (1 – 1) Jegyzőkönyv | Tóth 18' Méyé 76' (11-esből) Dudić 90+2' |

| Budai II László Stadion, Budapest Nézőszám: 600 Játékvezető: Fábián Mihály (magyar) |

| 14. forduló 2007. november 12. 18:00 |

| MTK Budapest                           | 3 – 0               | Rákospalotai EAC      |
| -------------------------------------- | ------------------- | --------------------- |
| Pátkai 17' Pál 60' Bori 70' Zsidai 21' | (1 – 0) Jegyzőkönyv | Madar 14' Pusztai 83' |

| Hidegkuti Nándor Stadion, Budapest Nézőszám: 1 000 Játékvezető: Bede Ferenc (magyar) |

| 15. forduló 2007. november 24. 13:00 |

| Rákospalotai EAC               | 1 – 1               | Kaposvári Rákóczi      |
| ------------------------------ | ------------------- | ---------------------- |
| Torma 90' Horváth 32' Erős 35' | (0 – 1) Jegyzőkönyv | Leandro 45' Maróti 47' |

| Budai II László Stadion, Budapest Nézőszám: 800 Játékvezető: Arany Tamás (magyar) |

#### Tavaszi fordulók
| 16. forduló 2008. február 23. 16:00 |

| Budapest Honvéd        | 1 – 1               | Soproni REAC          |
| ---------------------- | ------------------- | --------------------- |
| Filó 29' Smiljanić 57' | (1 – 0) Jegyzőkönyv | Torma 60' Horváth 65' |

| Bozsik József Stadion, Budapest Nézőszám: 2 000 Játékvezető: Bognár Tamás (magyar) |

| 17. forduló 2008. március 3. 18:00 |

| Vasas                                                                | 2 – 1               | Soproni REAC                             |
| -------------------------------------------------------------------- | ------------------- | ---------------------------------------- |
| Piller 9' Divić 59' Unierzyski 40' Lázok 41' Tóth A. 56' Tóth B. 83' | (1 – 0) Jegyzőkönyv | Torma 62' Cseri 30′ Erős 42' Kapcsos 50' |

| Illovszky Rudolf Stadion, Budapest Nézőszám: 2 000 Játékvezető: Szabó Zsolt (magyar) |

| 18. forduló 2008. március 8. 16:00 |

| Soproni REAC                   | 2 – 2               | Nyíregyháza Spartacus                             |
| ------------------------------ | ------------------- | ------------------------------------------------- |
| Nyerges 59' Torma 61' Rása 60' | (0 – 0) Jegyzőkönyv | Kovács 82' Dosso 86' Luis Ramos 58' Perényi 90+1' |

| Sopron Nézőszám: 1 300 Játékvezető: Pánczél Krisztián (magyar) |

| 19. forduló 2008. március 15. 16:00 |

| FC Tatabánya                                                                      | 1 – 1               | Soproni REAC                    |
| --------------------------------------------------------------------------------- | ------------------- | ------------------------------- |
| Béres 58' 58' Szilágyi 6′ Megyesi 22' Vámosi 35' Dienes 76' Flores 78' Farkas 84' | (0 – 0) Jegyzőkönyv | Varga 63' Torma 65' Kőhalmi 83' |

| BVSC Stadion, Budapest Nézőszám: 300 Játékvezető: Sulyok Gergely (magyar) |

| 20. forduló 2008. március 24. 18:00 |

| Soproni REAC                      | 2 – 2               | Győri ETO                                 |
| --------------------------------- | ------------------- | ----------------------------------------- |
| Somorjai 26' Torma 72' Kapcsos 7' | (1 – 0) Jegyzőkönyv | Brnović 46' Böőr 50' Jäkl 24' Nikolov 86' |

| Sopron Nézőszám: 1 500 Játékvezető: Bede Ferenc (magyar) |

| 21. forduló 2008. március 29. |

| Soproni REAC | 3 – 0               | FC Sopron |
| ------------ | ------------------- | --------- |
|              | (0 – 0) Jegyzőkönyv |           |

| Sopron |

- A mérkőzést törölték és 3–0-val a Soproni REAC-nak került jóváírásra.

| 22. forduló 2008. április 5. 19:00 |

| FC Fehérvár                                    | 2 – 1               | Soproni REAC                                 |
| ---------------------------------------------- | ------------------- | -------------------------------------------- |
| Polonkai 13' Sitku 77' Koller 32' Sifter 90+1' | (1 – 1) Jegyzőkönyv | Nyerges 14' Kapcsos 66' Szántai 71' Erős 73' |

| Sóstói Stadion, Székesfehérvár Nézőszám: 1 571 Játékvezető: Bognár Tamás (magyar) |

| 23. forduló 2008. április 12. 19:00 |

| Soproni REAC                                                        | 2 – 1               | Paksi FC                           |
| ------------------------------------------------------------------- | ------------------- | ---------------------------------- |
| Varga 14' 90' Somorjai 47' Torma 4' Erős 39' Sallai 43' Horváth 76' | (1 – 0) Jegyzőkönyv | Kiss 37' 43' Tököli 53' Molnár 69' |

| Sopron Nézőszám: 1 000 Játékvezető: Szabó Zsolt (magyar) |

| 24. forduló 2008. április 19. 20:00 |

| Újpest                                                                       | 4 – 4               | Soproni REAC                                                          |
| ---------------------------------------------------------------------------- | ------------------- | --------------------------------------------------------------------- |
| Somorjai 6' (öngól) Tisza 28' (11-esből) 31' (11-esből) Foxi 90+3' Haman 62' | (3 – 2) Jegyzőkönyv | Nyerges 7' 78' Horváth 21' Varga 54' Szántai 31' Kapcsos 55' Rása 82' |

| Szusza Ferenc Stadion, Budapest Nézőszám: 4 541 Játékvezető: Andó-Szabó Sándor (magyar) |

| 25. forduló 2008. április 26. 19:00 |

| Soproni REAC                                                                                    | 5 – 5               | Diósgyőr                                                                  |
| ----------------------------------------------------------------------------------------------- | ------------------- | ------------------------------------------------------------------------- |
| Dancs 36' 52' Varga 68' Somorjai 76' (11-esből) 81' (11-esből) Erős 40' Horváth 52' Kőhalmi 65' | (1 – 2) Jegyzőkönyv | Simon 24' 50' Honma 45' 77' Kamber 70' Köteles 22' Pintér 40' Hegedűs 75' |

| Sopron Nézőszám: 500 |

| 26. forduló 2008. május 3. 19:00 |

| Debreceni VSC                               | 4 – 0               | Soproni REAC         |
| ------------------------------------------- | ------------------- | -------------------- |
| Czvitkovics 51' Kerekes 56' 78' Leandro 74' | (0 – 0) Jegyzőkönyv | Erős 38' Horváth 61' |

| Oláh Gábor utcai stadion, Debrecen Nézőszám: 6 000 Játékvezető: Arany Tamás (magyar) |

| 27. forduló 2008. május 10. 19:00 |

| Soproni REAC                                       | 4 – 2               | BFC Siófok                                |
| -------------------------------------------------- | ------------------- | ----------------------------------------- |
| Somorjai 1' Torma 45' 52' 64' Horváth 55' Zana 71' | (2 – 0) Jegyzőkönyv | Melczer 48' Magasföldi 76' 86' László 85' |

| Sopron Nézőszám: 1 000 Játékvezető: Solymosi Péter (magyar) |

| 28. forduló 2008. május 17. 19:00 |

| Zalaegerszegi TE                                   | 3 – 3               | Soproni REAC                |
| -------------------------------------------------- | ------------------- | --------------------------- |
| Zatara 75' Kapcsos 77' (öngól) Waltner 90+3' 90+3' | (0 – 1) Jegyzőkönyv | Somorjai 27' 73' Kovács 85' |

| ZTE Aréna, Zalaegerszeg Nézőszám: 3 500 Játékvezető: Bognár Tamás (magyar) |

| 29. forduló 2008. május 26. 18:00 |

| Soproni REAC                              | 0 – 3               | MTK Budapest                         |
| ----------------------------------------- | ------------------- | ------------------------------------ |
| Sallai 24' Dancs 36' Kapcsos 40' Zana 76' | (0 – 0) Jegyzőkönyv | Lambulić 48' 90' Urbán 67' Kanta 58' |

| Sopron Nézőszám: 2 000 |

| 30. forduló 2008. június 1. 19:00 |

| Kaposvári Rákóczi         | 3 – 0               | Soproni REAC |
| ------------------------- | ------------------- | ------------ |
| Oláh 49' 58' Nikolics 88' | (0 – 0) Jegyzőkönyv | Kapcsos 80'  |

| Rákóczi Stadion, Kaposvár Nézőszám: 3 000 Játékvezető: Mészáros István (magyar) |

#### A bajnokság végeredménye
|    | Csapat                | Játszott | Gy | D  | V  | LG | KG | GK  | Pont |
| -- | --------------------- | -------- | -- | -- | -- | -- | -- | --- | ---- |
| 1  | MTK Budapest          | 30       | 20 | 6  | 4  | 65 | 22 | +43 | 66   |
| 2  | Debreceni VSC         | 30       | 19 | 7  | 4  | 67 | 27 | +40 | 64   |
| 3  | Győri ETO             | 30       | 17 | 9  | 4  | 66 | 34 | +32 | 60   |
| 4  | Újpest                | 30       | 16 | 7  | 7  | 57 | 40 | +17 | 55   |
| 5  | FC Fehérvár           | 30       | 17 | 3  | 10 | 48 | 32 | +16 | 54   |
| 6  | Kaposvári Rákóczi     | 30       | 15 | 8  | 7  | 50 | 37 | +13 | 53   |
| 7  | Zalaegerszegi TE      | 30       | 13 | 7  | 10 | 55 | 39 | +15 | 46   |
| 8  | Budapest Honvéd       | 30       | 12 | 7  | 11 | 45 | 36 | +11 | 43   |
| 9  | Nyíregyháza Spartacus | 30       | 12 | 6  | 12 | 36 | 36 | 0   | 42   |
| 10 | Vasas                 | 30       | 12 | 5  | 13 | 42 | 45 | –3  | 41   |
| 11 | Paksi FC              | 30       | 10 | 9  | 11 | 53 | 50 | +3  | 39   |
| 12 | Rákospalotai EAC      | 30       | 8  | 9  | 13 | 44 | 58 | –14 | 33   |
| 13 | BFC Siófok            | 30       | 7  | 8  | 15 | 36 | 46 | –10 | 29   |
| 14 | Diósgyőr              | 30       | 5  | 13 | 12 | 45 | 63 | –18 | 28   |
| 15 | FC Tatabánya¹         | 30       | 3  | 4  | 23 | 37 | 92 | –55 | 13   |
| 16 | FC Sopron²            | törölve  |    |    |    |    |    |     |      |

* Gy: Győzelem D: Döntetlen V: Vereség LG: Lőtt gól KG: Kapott gól GK: Gólkülönbség
|  | A Bajnokok Ligája selejtezőjének második körébe jut     |
|  | Az UEFA-kupa selejtezőjének első fordulójába jut        |
|  | UEFA Intertotó Kupa selejtezőjének első fordulójába jut |
|  | Kiesők                                                  |

¹Az FC Tatabánya a 2008/09-es bajnokságra nem kért licencet.

²Jogerős licencmegvonás, és így kizárva a bajnokságból.

#### Az eredmények összesítése
Az alábbi táblázatban összesítve szerepelnek a Rákospalotai EAC 2007/08-as bajnokságban elért eredményei.
| Ősz/tavasz (forduló)    | Otthon | Otthon | Otthon | Otthon | Otthon | Otthon | Otthon | Idegenben | Idegenben | Idegenben | Idegenben | Idegenben | Idegenben | Idegenben |
| Ősz/tavasz (forduló)    | M      | GY     | D      | V      | LG–KG  | GK     | P      | M         | GY        | D         | V         | LG–KG     | GK        | P         |
| ----------------------- | ------ | ------ | ------ | ------ | ------ | ------ | ------ | --------- | --------- | --------- | --------- | --------- | --------- | --------- |
| Őszi szezon (1–15.)     | 8      | 2      | 2      | 4      | 8–15   | –7     | 8      | 7         | 3         | 0         | 4         | 7–8       | –1        | 9         |
| Tavaszi szezon (16–30.) | 7      | 3      | 3      | 1      | 18–15  | +3     | 12     | 8         | 0         | 4         | 4         | 11–20     | –9        | 4         |
| Összesen (1–30.)        | 15     | 5      | 5      | 5      | 26–30  | –4     | 20     | 15        | 3         | 4         | 8         | 18–28     | –10       | 13        |

#### Helyezések fordulónként
| Forduló  | 1  | 2  | 3  | 4  | 5  | 6  | 7  | 8  | 9  | 10 | 11 | 12 | 13 | 14 | 15 | 16 | 17 | 18 | 19 | 20 | 21 | 22 | 23 | 24 | 25 | 26 | 27 | 28 | 29 | 30 |
| -------- | -- | -- | -- | -- | -- | -- | -- | -- | -- | -- | -- | -- | -- | -- | -- | -- | -- | -- | -- | -- | -- | -- | -- | -- | -- | -- | -- | -- | -- | -- |
| Helyszín | O  | O  | I  | O  | I  | I  | O  | I  | O  | I  | O  | I  | O  | I  | O  | I  | I  | O  | I  | O  | O  | I  | O  | I  | O  | I  | O  | I  | O  | I  |
| Eredmény | V  | GY | V  | GY | V  | GY | V  | GY | D  | GY | V  | V  | V  | V  | D  | D  | V  | D  | D  | D  | GY | V  | GY | D  | D  | V  | GY | D  | V  | V  |
| Helyezés | 15 | 9  | 11 | 9  | 11 | 11 | 12 | 11 | 11 | 9  | 10 | 10 | 10 | 12 | 11 | 11 | 12 | 12 | 12 | 13 | 12 | 12 | 12 | 12 | 12 | 12 | 12 | 12 | 12 | 12 |

Helyszín: O = Otthon; I = Idegenben. Eredmény: GY = Győzelem; D = Döntetlen; V = Vereség.

### Magyar kupa
| 3. forduló 2007. augusztus 29. 17:00 |

| Sárosd NSC                                   | 2 – 8               | Rákospalotai EAC                 |
| -------------------------------------------- | ------------------- | -------------------------------- |
| Kovács Zoltán Huber 20' Kargl 30' Nyikus 87' | (1 – 5) Jegyzőkönyv | Polonkai Madar Torma 44' Nyerges |

| Játékvezető: Pintér Csaba (magyar) |

| 4. forduló 2007. szeptember 25. 15:00 |

| Kazincbarcikai SC                | 2 – 1               | Rákospalotai EAC                             |
| -------------------------------- | ------------------- | -------------------------------------------- |
| Kovács 22' Stevica 28' Botló 77' | (2 – 0) Jegyzőkönyv | Kiss 49' 39' Erős 11' Polonkai 45' Dinka 86' |

| Kazincbarcika Játékvezető: Vad II. István (magyar) |

### Ligakupa

#### Őszi csoportkör (B csoport)
| 1. forduló 2007. augusztus 15. 19:00 |

| BFC Siófok                  | 1 – 1               | Rákospalotai EAC                |
| --------------------------- | ------------------- | ------------------------------- |
| Homonyik 68' Miklósvári 87' | (0 – 0) Jegyzőkönyv | Kiss 89' Kovács 24' Horváth 51' |

| Révész Géza utcai stadion, Siófok Játékvezető: Veizer Roland (magyar) |

| 2. forduló 2007. augusztus 22. 16:00 |

| Rákospalotai EAC                                                            | 5 – 1               | Kaposvári Rákóczi                            |
| --------------------------------------------------------------------------- | ------------------- | -------------------------------------------- |
| Délczeg 10' Dinka 29' Kőhalmi 31' Kiss 55' Horváth 76' Matondo 26' Rása 44′ | (3 – 1) Jegyzőkönyv | Šuljić 22' Tonković 29' Milinte 31' Mező 75′ |

| Budai II László Stadion, Budapest Játékvezető: Pánczél Krisztián (magyar) |

| 3. forduló 2007. szeptember 9. 19:00 |

| Zalaegerszegi TE                  | 3 – 1               | Rákospalotai EAC                      |
| --------------------------------- | ------------------- | ------------------------------------- |
| Waltner 18' Méyé 28' Tóth 70' 73' | (2 – 1) Jegyzőkönyv | Nyerges 33' Pusztai 86' Kapcsos 90+2' |

| ZTE Aréna, Zalaegerszeg Nézőszám: 1 000 Játékvezető: Mészáros István (magyar) |

| 4. forduló 2007. szeptember 19. 16:00 |

| Rákospalotai EAC                             | 3 – 5               | Zalaegerszegi TE                                    |
| -------------------------------------------- | ------------------- | --------------------------------------------------- |
| Kőhalmi 14' Matondo 18' Délczeg 32' Kiss 40' | (3 – 0) Jegyzőkönyv | Diawara 47' 67' 58' Fülöp 60' Máté 68' 40' Sági 88' |

| Budai II László Stadion, Budapest Nézőszám: 200 Játékvezető: Andó-Szabó Sándor (magyar) |

| 5. forduló 2007. október 3. 15:00 |

| Rákospalotai EAC                      | 2 – 0               | BFC Siófok                            |
| ------------------------------------- | ------------------- | ------------------------------------- |
| Nagy 10' 45' Matondo 46' 46' Rása 43' | (1 – 0) Jegyzőkönyv | Köntös 55' Csopaki 78' Miklósvári 90' |

| Budai II László Stadion, Budapest Játékvezető: Bede Ferenc (magyar) |

| 6. forduló 2007. október 10. 18:00 |

| Kaposvári Rákóczi                             | 2 – 2               | Rákospalotai EAC                            |
| --------------------------------------------- | ------------------- | ------------------------------------------- |
| Farkas 43' Reszli 64' Leandro 39' Horváth 66' | (1 – 1) Jegyzőkönyv | Matondo 19' Kiss 70' Pusztai 42' Kovács 73' |

| Rákóczi Stadion, Kaposvár Játékvezető: Bognár Tamás (magyar) |

#### A B csoport végeredménye
| Csapat            | M | Gy | D | V | G+ | G– | Gk  | P  |
| ----------------- | - | -- | - | - | -- | -- | --- | -- |
| Zalaegerszegi TE  | 6 | 5  | 1 | 0 | 18 | 7  | +11 | 16 |
| REAC              | 6 | 2  | 2 | 2 | 14 | 12 | +2  | 8  |
| BFC Siófok        | 6 | 2  | 1 | 3 | 9  | 12 | –3  | 7  |
| Kaposvári Rákóczi | 6 | 0  | 2 | 4 | 6  | 16 | –10 | 2  |

#### Őszi negyeddöntő
| Első mérkőzés 2007. október 17. 14:30 |

| Rákospalotai EAC                   | 0 – 2               | Zalaegerszegi TE                             |
| ---------------------------------- | ------------------- | -------------------------------------------- |
| Kovács 19' Kapcsos 37' Pusztai 54' | (0 – 1) Jegyzőkönyv | Pekič 28' Botis 71' 37' Vulin 27' Polgár 53' |

| Budai II László Stadion, Budapest Nézőszám: 200 Játékvezető: Veizer Roland (magyar) |

| Visszavágó 2007. október 27. 16:00 |

| Zalaegerszegi TE                               | 3 – 0               | Rákospalotai EAC              |
| ---------------------------------------------- | ------------------- | ----------------------------- |
| Balázs 14' 72' Lukács 53' Dudić 56' Polgár 82' | (1 – 0) Jegyzőkönyv | Erős 73' Pusztai 75′ Kiss 87' |

| ZTE Aréna, Zalaegerszeg Nézőszám: 800 Játékvezető: Király Krisztián (magyar) |

#### Tavaszi csoportkör (C csoport)
| 1. forduló 2007. november 30. 13:00 |

| Rákospalotai EAC          | 3 – 1               | Debreceni VSC   |
| ------------------------- | ------------------- | --------------- |
| Torma 33' 42' Kapcsos 49' | (2 – 0) Jegyzőkönyv | Czvitkovics 50' |

| Budai II László Stadion, Budapest Játékvezető: Berger József (magyar) |

| 2. forduló 2007. december 5. 13:00 |

| Rákospalotai EAC               | 1 – 1               | Budapest Honvéd |
| ------------------------------ | ------------------- | --------------- |
| Kapcsos 72' Erős 42' Varga 68' | (0 – 0) Jegyzőkönyv | Hercegfalvi 65' |

| Budai II László Stadion, Budapest Játékvezető: Vad II. István (magyar) |

| 3. forduló 2007. december 8. 13:00 |

| Rákospalotai EAC                | 2 – 0               | Nyíregyháza Spartacus |
| ------------------------------- | ------------------- | --------------------- |
| Varga 12' Torma 45' Horváth 19' | (2 – 0) Jegyzőkönyv | Jeddi 90+2'           |

| Budai II László Stadion, Budapest Játékvezető: Bede Ferenc (magyar) |

| 4. forduló 2008. február 16. 14:00 |

| Nyíregyháza Spartacus | 0 – 1               | Rákospalotai EAC               |
| --------------------- | ------------------- | ------------------------------ |
| Hegedűs 59'           | (0 – 0) Jegyzőkönyv | Nyerges 57' Erős 33' Cseri 55' |

| Nyíregyháza Városi Stadion, Nyíregyháza Játékvezető: Iványi Zoltán (magyar) |

| 5. forduló 2008. február 20. 14:00 |

| Debreceni VSC                                            | 3 – 2               | Rákospalotai EAC                      |
| -------------------------------------------------------- | ------------------- | ------------------------------------- |
| Nagy 22' Rudolf 47' 71' Fodor 55' Szűcs 73' Poleksić 90' | (1 – 1) Jegyzőkönyv | Nyerges 32' 73' Varga 78' Horváth 82' |

| Oláh Gábor utcai stadion, Debrecen Játékvezető: Hegedűs Attila (magyar) |

| 6. forduló 2008. február 27. 18:00 |

| Budapest Honvéd                 | 5 – 0               | Rákospalotai EAC               |
| ------------------------------- | ------------------- | ------------------------------ |
| Esad 26' 48' Koós 83' 85' 90+1' | (1 – 0) Jegyzőkönyv | Kiss 23' Horváth 48' Dinka 89' |

| Bozsik József Stadion, Budapest Játékvezető: Gyarmati II. Tibor (magyar) |

#### A C csoport végeredménye
| Csapat                | M | Gy | D | V | G+ | G– | Gk | P  |
| --------------------- | - | -- | - | - | -- | -- | -- | -- |
| Debreceni VSC         | 6 | 4  | 1 | 1 | 10 | 8  | +2 | 13 |
| REAC                  | 6 | 3  | 1 | 2 | 9  | 10 | –1 | 91 |
| Budapest Honvéd       | 6 | 2  | 2 | 2 | 13 | 8  | +5 | 8  |
| Nyíregyháza Spartacus | 6 | 0  | 2 | 4 | 4  | 10 | –6 | 2  |

- 1 A REAC-tól 1 pontot levontak.

#### Tavaszi negyeddöntő
| 2008. március 5. 14:30 |

| Rákospalotai EAC | 0 – 4               | MTK Budapest                                    |
| ---------------- | ------------------- | ----------------------------------------------- |
| Erős 24'         | (0 – 2) Jegyzőkönyv | Gosztonyi 13' Molnár 16' Kecskés 62' Vadnai 77' |

| Budai II László Stadion, Budapest Játékvezető: Mészáros István (magyar) |

| 2008. március 12. 17:00 |

| MTK Budapest                                                 | 6 – 0               | Rákospalotai EAC   |
| ------------------------------------------------------------ | ------------------- | ------------------ |
| Lencse 6' 54' Kecskés 44' Gosztonyi 51' Horváth 55' Boda 81' | (2 – 0) Jegyzőkönyv | Rása 43' Baghy 90' |

| Hidegkuti Nándor Stadion, Budapest Játékvezető: Németh Ádám (magyar) |

## Külső hivatkozások
- A csapat hivatalos honlapja
- A Magyar Labdarúgó Szövetség honlapja, adatbankja
- A Rákospalotai EAC mérkőzései